# Partille (stacja kolejowa)
Partille (szwedzki: Partille station) – stacja kolejowa w Partille, w regionie Västra Götaland, w Szwecji, na Västra stambanan. Stacja została otwarta w 1856 roku i już od lat 60 obsługiwała pociągi podmiejskie między Göteborgiem i Alingsås. W pobliżu dworca jest Partille centrum który posiada duży dworzec autobusowy w tym samym budynku co centrum handlowe Allum.
Pierwszy budynek dworca został zaprojektowany przez Adolfa W. Edelsvärda, głównego architekta SJ. Kilka innych stacji zostało zbudowanych na tym samym modelu, zwanego Partilledsmodellen. W 1901 zbudowano nowy budynek dworcowy w stylu Art Nouveau. Budynek dworca został ogłoszony w 1990 roku obiektem zabytkowym.

## Linie kolejowe
- Västra stambanan